# Selago gloiodes
Selago gloiodes är en flenörtsväxtart som beskrevs av O.M. Hilliard. Selago gloiodes ingår i släktet Selago och familjen flenörtsväxter. Inga underarter finns listade i Catalogue of Life.